# Булай (Росія)
Була́й (рос. Булай) — село у складі Увинському районі Удмуртії, Росія.

## Населення
Населення — 544 особи (2010; 607 в 2002).
Національний склад станом на 2002 рік:
- удмурти — 76 %

## Історія
Село було засновано у 15-16 століттях як присілок Булай-Зюм'я. 29 вересня 1897 року у присілку був відкритий храм Вознесіння, через що він отримав статус села. 24 грудня 1975 року село стало центром Булайської сільської ради.

## Урбаноніми[4]
- вулиці — Леніна, Лісова, Мельниковська, Молодіжна, Набережна, Річкова
- провулки — Садовий, Центральний, Шкільний

## Господарство
У селі діють школа (1988, на 320 місць), дитячий садок (1981, на 90 місць), будинок культури (1980, на 211 місць), бібліотека (1968, на 10 місць, 4,5 тисячі томів), фельдшерсько-акушерський пункт (1983). Серед підприємстві працюють ТОВ «Дружба» з площею земель 8217 га. ТОВ перетворилось із однойменного колгоспу (утворений 1960 року шляхом об'єднання 13 менших колгоспів): займається виробництвом м'яса, молока та зерна, розведенням великої рогатої худоби та коней.